# William Sackville (11e comte De La Warr)
William Herbrand Sackville ( /d ɛ l ə w ɛər / né le 10 avril 1948) est un homme d'affaires, noble et pair britannique. Il est titré Lord Buckhurst de 1976 au 9 février 1988, date à laquelle il hérite du titre à la mort de son père William Sackville (10e comte De La Warr). 

## Carrière
Lord De La Warr fait ses études au Collège d'Eton. Sa carrière financière à la City de Londres débute en 1976 en tant que banquier d'affaires chez Mullens & Co. Pendant 24 ans, il est administrateur de Laing & Cruickshank puis de son propriétaire Crédit Lyonnais Securities, où il publie une lettre de conseil intitulée The Earl's Earner et travaille dans la vente d'actions senior. Il est plus tard un directeur de Shore Capital, travaillant avec son équipe de ressources naturelles dans les ventes. Il devient par la suite directeur de Cluff Natural Resources. En avril 2016, il rejoint le hedge fund Toscafund Asset Management en tant qu'associé. 
Il est membre du White's, du Turf Club et du Pratt's, des clubs de gentlemen traditionnels à Londres. En plus de son travail dans la City de Londres, il est éleveur laitier, et depuis 2016, continue à élever du bétail dans le siège de sa famille, Buckhurst Park dans le Sussex de l'Est.  
En 2009, Lord De La Warr commence à autoriser l'utilisation de la bibliothèque et d'un salon adjacent de la maison familiale de Buckhurst Park pour des mariages, afin de « s'adapter pour rester à flot » en réponse à la crise économique britannique d'alors. La maison et le domaine sont ensuite mis à la disposition du public pour des événements d'entreprise et des activités de plein air, ainsi que des mariages. 
Lord De La Warr déclare en 2015, « J'ai passé la majeure partie de ma vie à traquer la saucisse parfaite », et un profil autorisé dans People of Today de Debrett répertorie ses récréations comme « activités à la campagne, saucisses ». Pendant une décennie, il entreprend de « ressusciter une saucisse éteinte » qui est l'une des préférées de son enfance. Le résultat est la saucisse Buckhurst Park, un produit fabriqué par Speldhurst Quality Foods (dans lequel De La Warr détient une participation), vendu à l'échelle nationale dans les supermarchés Waitrose du Royaume-Uni.
En octobre 2021, Lord De La Warr achète le pont Poohsticks original pour plus 131 000£, dans l'intention de lui donner la "place d'honneur" à Buckhurst Park .

## Famille
En 1978, il épouse Anne Pamela, comtesse d'Hopetoun. Née Anne Pamela Leveson, elle est une petite-fille de l'amiral Sir Arthur Leveson (en) et a deux fils de son précédent mariage avec Adrian Hope (4e marquis de Linlithgow). Elle accède au titre de comtesse De La Warr en 1988. Lady De La Warr est la propriétaire de South Park Stud, qui élève des poneys Shetland de race sur le domaine familial de Buckhurst Park. 
Ils ont deux fils :
- William Herbrand Thomas Sackville, Lord Buckhurst (né le 13 juin 1979), est un gestionnaire de fonds spéculatifs de la City de Londres et héritier du comté. En 2010, il épouse la comtesse Xenia Tolstoï-Miloslavsky et ont un fils, William Lionel Robert Sackville, est né le 24 janvier 2014. Leur fille Victoria Elizabeth Anne est née le 6 juin 2016.
- Edward Geoffrey Richard Sackville (né le 6 décembre 1980) est un éleveur de pur-sang copropriétaire de l'agence internationale SackvilleDonald. En 2013, il épouse Sophia Georgina Milton Akroyd. Leur fille Viola Idina Edith Sackville est née en juillet 2013. Leur fils Arthur Edward Mark Sackville est né en juin 2015.